# Luque (España)
Luque es un municipio español situado al sur de la provincia de Córdoba, comunidad autónoma de Andalucía. En el último censo realizado en 2021 contaba con 2945 habitantes. La extensión superficial del municipio es de 140,76 km² y tiene una densidad de 21,68 hab/km². Se caracteriza principalmente por la blancura de sus calles, el encanto de sus fuentes, así como también, el entorno natural en plena Sierra Subbética. Posee una sola aldea: la Estación de Luque.
Luque, uno de los pueblos más antiguos de la comarca cordobesa, se encuentra protegido por la vigilancia de su castillo islámico, antigua fortificación conocida popularmente como ‘el Venceaire’. Conserva restos de monumentos megalíticos, revelando su pasado prehistórico. Actualmente, su atractivo reside tanto en su paisaje natural como en sus principales monumentos, destacando la Parroquia de Nuestra Señora de la Asunción, majestuoso templo conocido como "La Catedral de la Subbética".

## Etimología
El término Luque proviene del nombre latino Lucus, con el significado de lugar de los bosques sagrados, o según otros lingüistas, el término expresaba la idea de bosque; esta palabra pasa al árabe como Lukk (Ibn Idari) y como Lukkon o Lukken (al-Idrisi). Que al pasar al castellano surge Luque, ya que con la evolución del mozárabe es típica la pérdida de la –o al final.
Apuleius registra que "cuando los viajeros piadosos pasan por un bosque sagrado (lucus) o un lugar de culto en su camino, se utilizan para hacer un voto (votum), o una ofrenda de fruta, o para sentarse por un tiempo". Lo que entendieron los romanos por religión en estos gestos rituales, y no en contemplación.

## Historia
La antigüedad de su poblamiento queda atestiguada por los restos neolíticos hallados en la Cueva del Toril y otros yacimientos arqueológicos, que prueban que es uno de los pueblos más antiguos de la provincia. Existen también vestigios romanos en el Cerro de la Almanzora y el Salobral, así como recintos iberos en los Castillarejos.
En el año 909 se menciona por primera vez de forma expresa por Ibn Hayyan. Su nombre árabe fue Hins Lukk, que más tarde derivaría la palabra de origen. Herencia de su dominio musulmán es su castillo, fortaleza acunada en esta primera estribación Bética, mandado construir por Mohamed I (siglo IX), fue reconstruido bajo imperativos nazaríes en el XIII.
Conquistada por Fernando III en el 1240; su hijo Sancho IV la donó a la ciudad de Córdoba.
Se vuelve a producir su pérdida a manos musulmanas y reconquistada definitivamente por Alfonso XI, en 1347, gracias a un ardid ejecutado por los hermanos Luis, Alonso y Antón Luque, por lo que la villa recibe como nombre el apellido de este último en su memoria. El Rey Enrique II se la entregará en 1379, en señorío a Don Egas Venegas, Alcalde Mayor de Córdoba.
A finales del siglo XIX el ferrocarril llegó a la zona con la construcción de la línea Linares-Puente Genil, que en este municipio llegó a contar con su propia estación. El recinto ferroviario estaba ubicado a varios kilómetros del casco urbano. Reflejo de la importante actividad actividad ferroviaria que había en la zona, durante algunas décadas llegó a funcionar un ramal que enlazaba Luque y Baena, siendo usado para el tráfico de mercancías. El llamado «tren del Aceite» se mantuvo en servicio hasta su clausura en 1985, siendo desmantelada posteriormente la vía.

## Geografía
Integrado en la comarca de Subbética cordobesa, se sitúa a 75 kilómetros de Córdoba. El término municipal está atravesado por la carretera nacional N-432, entre los pK 338 y 352, y por la carretera autonómica A-318, que conecta con Doña Mencía, además de por carreteras locales que permiten la comunicación con Baena, Priego de Córdoba, Carcabuey y Zuheros.
| Noroeste: Baena   | Norte: Baena                       | Nordeste: Alcaudete (Jaén)                 |
| Oeste: Zuheros    |                                    | Este: Alcaudete (Jaén) y Priego de Córdoba |
| Suroeste: Zuheros | Sur: Carcabuey y Priego de Córdoba | Sureste: Priego de Córdoba                 |

El relieve del municipio está definido por fuertes elevaciones calizas y valles poblados de encinares, quejigales y álamos blancos en las riberas de los cursos de agua, hasta la campiña de cereal y olivos, donde se encuentra una de las zonas húmedas más importantes de la provincia, la Laguna del Salobral, declarada Reserva Natural, donde habitan numerosas especies de aves migratorias. La zona montañosa forma parte de la Cordillera Subbética, que en este territorio alcanza la altitud máxima de 1320 metros en el extremo suroeste, en el límite con Zuheros, en plena sierra de Cabra. El límite natural con Carcabuey y  Priego de Córdoba lo marca Sierra Alcaide (1079 metros). La red hidrográfica incluye el río Guadajoz, que hace de límite con la provincia de Jaén, y el río Salado de Priego, afluente del anterior, que hace de límite con Priego de Córdoba. Parte del territorio municipal está integrado en el Parque Natural de Sierras Subbéticas. La altitud oscila entre los 1320 metros al suroeste, en la sierra de Cabra, y los 370 metros a orillas del río Guadajoz, en el embalse de Vadomojón. El pueblo se alza a 665 metros sobre el nivel del mar. 

## Demografía
Luque cuenta con una población de 2809 habitantes (INE 2024).
| Gráfica de evolución demográfica de Luque entre 1842 y 2021                                                         |
| |
| Población de derecho según los censos de población del INE Población de hecho según los censos de población del INE |

## Lugares de interés Turístico, Cultural o Natural
El municipio es uno de los más antiguos de la provincia de Córdoba, contando con un numeroso y rico patrimonio artístico y cultural, donde destacan su castillo y su iglesia de la Asunción.

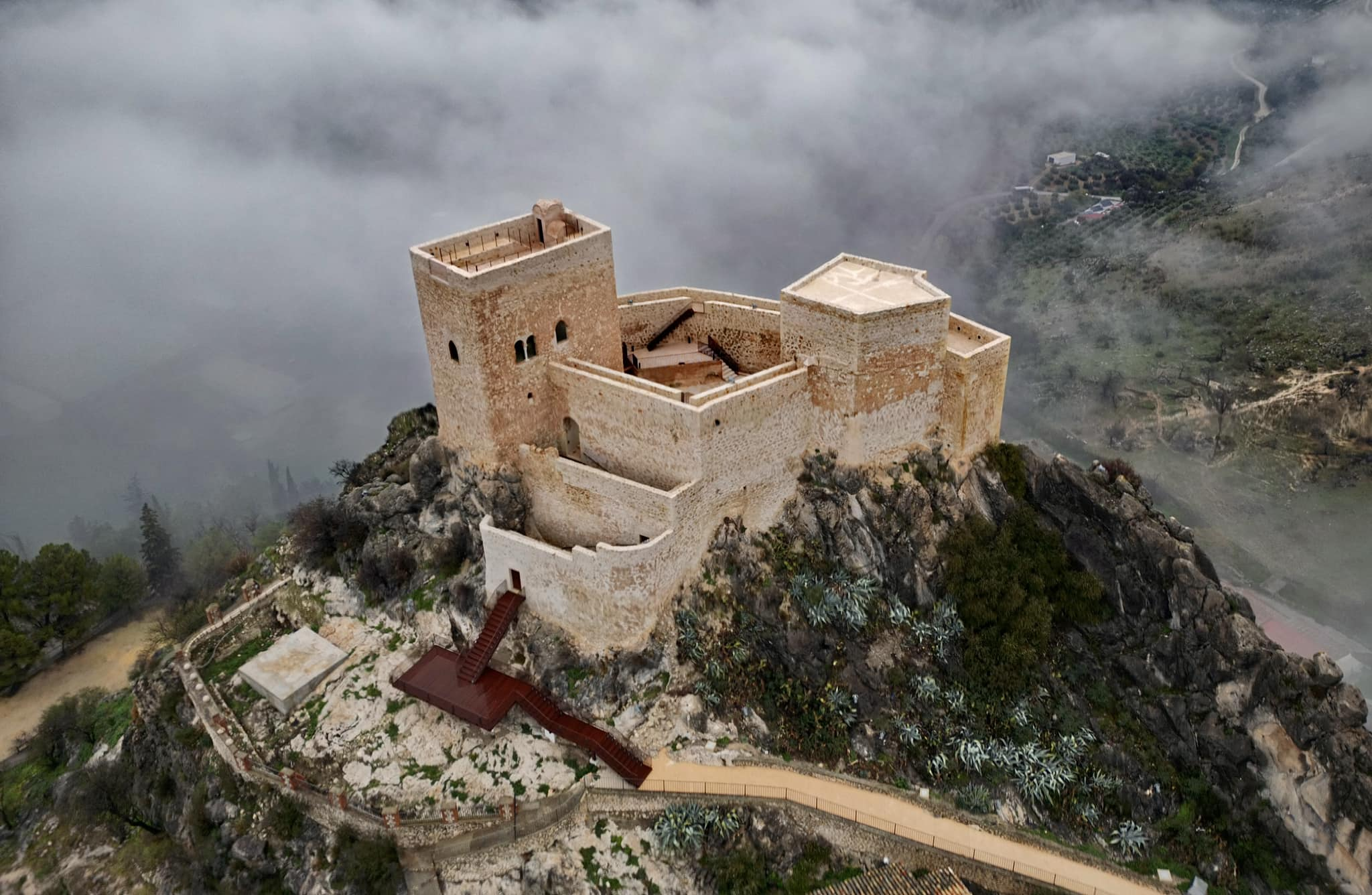
Castillo de Luque

- Castillo de LuqueCastillo de Luque, también conocido como de Venceire o Hish Lukk, es una fortaleza hispanomusulmana construida en el siglo IX y ubicada en el cerro del castillo, un risco que domina toda la localidad. El castillo Hisn Lukk es uno de los numerosos castillos roqueros que salpican toda Andalucía. Parece que su construcción data de la época final del Emirato Omeya (siglo IX), cuando se levantó sobre una antigua fortaleza romana. Inaccesible por tres de sus lados, fue en el año 1240 cuando el monarca Fernando III el Santo lo conquistó para convertirlo en un lugar estratégico, ya que durante un siglo perteneció a la zona fronteriza entre el reino de Castilla y León y el reino nazarí de Granada. La mayoría de los restos que hoy podemos ver pertenecen a esta época. Consta de dos enormes torreones y tres lienzos de murallas que protegían su interior. El acceso se realizó por medio de una entrada de recodo y una puerta que en su día fue levadiza. Tras siglos en grave estado de deterioro, en 2018 comenzaron los trabajos de restauración y el 15 de junio de 2024 se inauguró y abrió al público. Se puede visitar de miércoles a domingo.

- Cueva de la Encantada. Se trata de una cavidad ubicada en el municipio de Luque. Tiene una profundidad de 40 metros y se localiza en el centro de la ciudad, a unos pocos metros del castillo medieval. Es visitable y cuenta con representaciones de pinturas rupestres de la zona.
- Museo Municipal de Luque. Cuenta con varias salas que van desde el periodo de la Prehistoria hasta la guerra civil española, centrándose en los momentos históricos en los que Luque fue territorio de frontera.

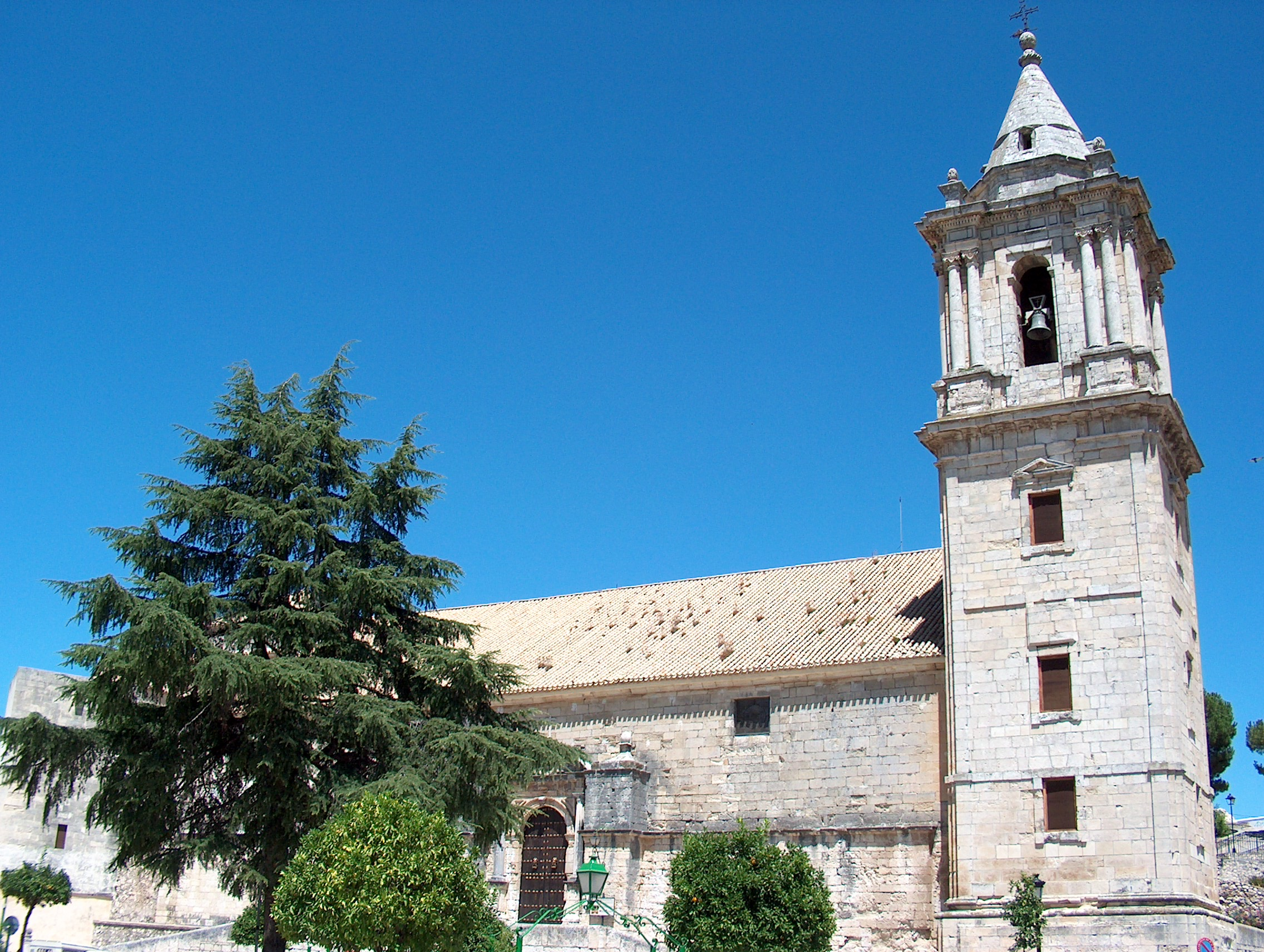
Iglesia parroquial de la Asunción de Luque

- Iglesia parroquial de la Asunción de LuqueIglesia parroquial de la Asunción de Luque, del siglo XVI con estilo renacentista, ha sido declarada Bien de Interés Cultural (BIC) en 1976, conocida popularmente como la "Catedral de la Subbética" por sus majestuosas proporciones y por los famosos arquitectos que participaron en su construcción . Esta iglesia mayor del municipio posee multitud de capillas, arcos, portadas, altares... otorgándole una relevancia artística.Búnkeres de El Aceitunillo, restos de la Guerra Civil (1936-39)

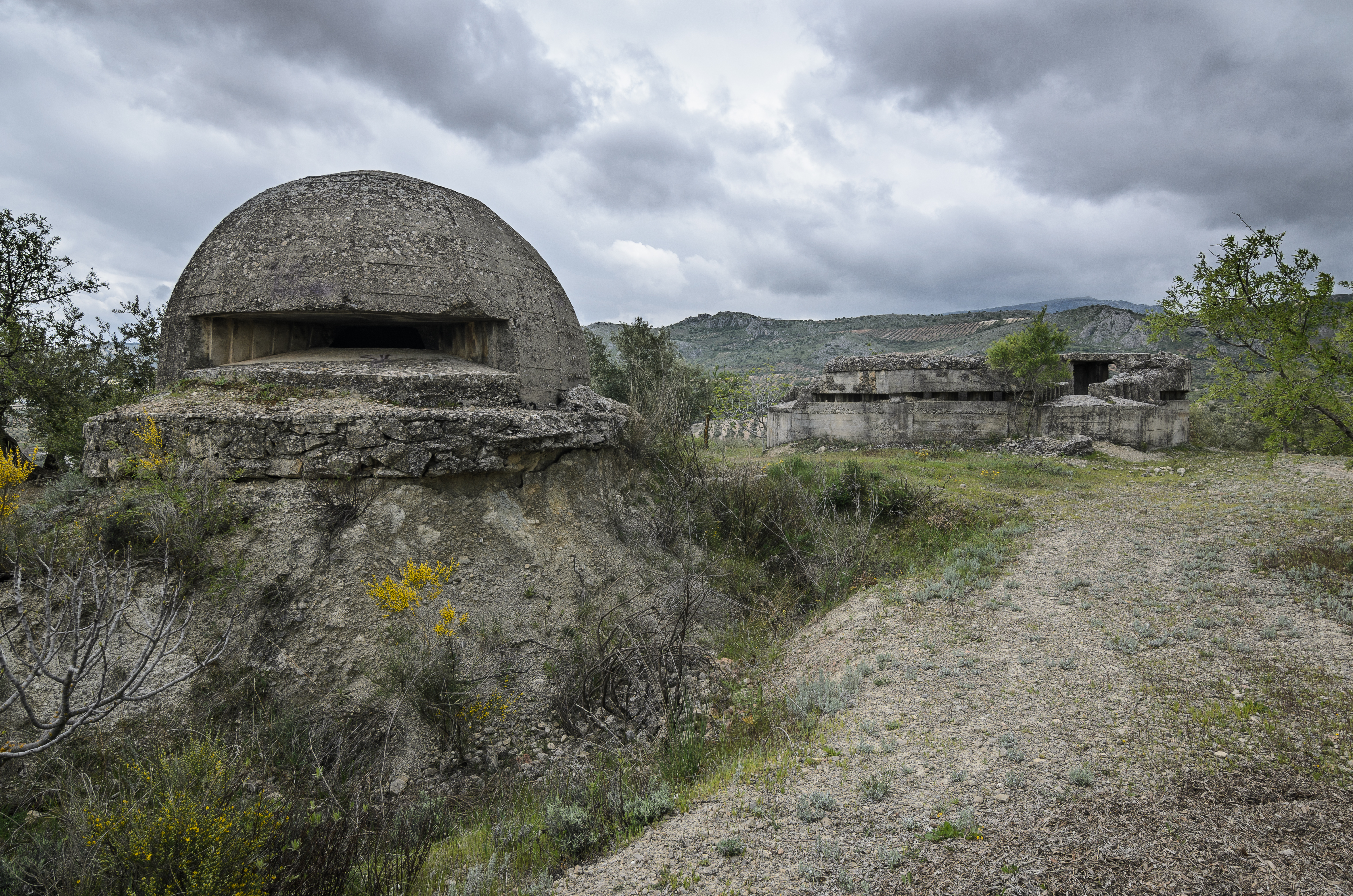
Búnkeres de El Aceitunillo, restos de la Guerra Civil (1936-39)

- Búnkeres del Aceitunillo y del Alamillo, construidos durante la guerra civil española, estos últimos ubicados en las proximidades del polígono industrial llamado de "El Alamillo" y la Vía Verde.
- Recinto amurallado de la villa. Actualmente se pueden visitar diferentes partes del recinto amurallado del Luque medieval, un aljibe, así como también diversas torres pertenecientes al mismo.
- Ermita de Ntra. Sra. del Rosario, patrona de Luque. Antiguamente denominada Ermita de Nuestra Señora del Castillo. La ermita Barroca está presidida por la titular, la imagen de Nuestra Señora del Rosario que celebra su Fiesta Mayor cada 7 de octubre. De gran interés es destacar que en el interior de la ermita se encuentra la Antigua Y Venerada imagen de Nuestro Padre Jesús Nazareno de Luque y María Santísima de la Soledad.
- Ermita de San Bartolomé. En ella se encuentra la venerada imagen de San Bartolomé que ejerce el patronazgo en la localidad. Comparte camarín con las antigua imagen del Santísimo Cristo de la Vera Cruz y María Santísima de los Dolores, imágenes que recorren las calles de Luque cada noche de Jueves Santo. En esta ermita también se encuentra la imagen de la Virgen de la Cabeza de la localidad, Cofradía filiar de Andújar que celebra sus cultos en el mes de junio. Otras imágenes en madera policromada de gran interés son San Marcos y San José.
- Iglesia Conventual Ntra. Sra. de Gracia. Antiguo Convento de Agustinos Recoletos del siglo XVIII, caracterizada por el predominio de multitud de altares de la etapa barroca.  En esta iglesia podemos destacar el majestuoso retablo mayor, así como también multitud de retablos que se encuentran en los laterales de la iglesia, guardando diversas imágenes con gran antigüedad y fervor entre la que destacamos la pequeña imagen de Santa Rita de Casia.
- Ermita de Ntra. Sra. de la Aurora. Bella ermita Barroca ubicada en el centro de la localidad y presidida por la imagen que da nombre a la ermita. En su interior destacar las imágenes del Señor de la Humildad, María Santísima de la Compasión y el Señor de Medinaceli.
- Hospital de Jesús Nazareno. Edificio Barroco del siglo XVIII con bella portada exterior de jaspe y mármoles polícromos. En su interior cobija un curioso retablo en yeso policromado realizado por el artista francés Michael de Verdiguier.
- Fuentes históricas. Luque posee varias fuentes históricas entre las que destacan : La Fuente de la libertad ( del año 1873) con gran historia local, ubicada en la Plaza de España; la Fuente Barroca situada junto a la Ermita de la Aurora ( plaza de las 4 esquinas); y la Fuente dieciochesca ( calle alta) frente al Hospital de Jesús Nazareno.
- Ermita de San Jorge. Es una pequeña  y sencilla ermita, reedificada no hace tantos años, en un cerro a las afueras de la localidad.
- Torre Civil del Reloj. Bella torre coronada por chapitel pétreo finalizada su obra en 1820.
- Dolmen de Lastra (a varios kilómetros del municipio).
- Casas señoriales. No se han conservado muchos ejemplos de casas señoriales antiguas, pero destacan algunas en la calle la carrera, o en la calle la fuente ( casa de las columnas), y la portada de la calle alta (cercana al hospital de Jesús Nazareno), etc.
- Laguna del Conde o del Salobral. A varios kilómetros del municipio, es una laguna poco profunda, de agua salobre y estacional. Es la de mayor tamaño en la provincia cordobesa y en época de lluvias se llena atrayendo a numerosas especies de aves acuáticas como flamencos.
- Parque Natural de las Sierras Subbéticas. Luque es la puerta de entrada norte al parque natural de las sierras Subbéticas y Geoparque por la UNESCO.
- Vía Verde del Aceite. Pasa al norte de la localidad, a pocos kilómetros del pueblo (en la pedanía de Luque estación, y junto a los Búnkeres de la Guerra Civil).

## Fiestas y tradiciones
- Festividad de la Candelaria, durante esta jornada se presentan los niños nacidos durante ese año a la Virgen del Rosario, patrona de la localidad, posteriormente se encienden multitud de "candelas" en las que todo el pueblo canta, baila y comen, realizando de esta forma una especial jornada de convivencia.
- Carnaval, una festividad con gran arraigo en el calendario luqueño. Se celebra la tarde del sábado próximo a la festividad, con un Concurso de Chirigotas y así como también un  pasacalles de corros por las principales calles de la localidad.
- Festividad del día de Andalucía, en este día desde el ayuntamiento de la localidad se realizan gran cantidad de actos conmemorativos: Desayuno molinero, entrega de los Estatutos de Autonomía a los jóvenes que cumplen 18 años, marcha ciudadana, lectura del manifiesto, canto del Himno de Andalucía...
- Semana Santa de Luque, es considerada una de las más antiguas de la provincia, remontándose algunas de sus cofradías y tallas al siglo XVI. Posee gran cantidad de desfiles procesionales iniciándose el Domingo de Ramos, y prosiguiendo desde el Martes Santo al Domingo de Resurrección ininterrumpidamente.  La belleza y austeridad de sus procesiones se realza sin igual, gracias a la sinuosidad y blancura de sus calles, al engalanamiento de sus fachadas y al fervor con el que se entregan sus vecinos y visitantes. Luque cuenta con diversas hermandades y cofradías que realizan estación de penitencia durante estos días.
- Romerías de San Jorge y San Isidro Labrador (fines de semana próximos al 23 de abril y al 15 de mayo), unas jornadas de convivencia en dos parajes naturales únicos: la ermita de San Jorge, y el Manantial de Marbella, en los que todo el pueblo disfruta de diferentes actos, tanto religiosos como lúdicos.
- Festividad del día de la Cruz, muy esperado por los luqueños, por la salida en procesión del Santísimo Cristo de la Vera Cruz, desde su ermita de San Bartolomé por las diferentes calles del municipio. En esta fecha es costumbre de realizar cruces de barrio y en torno a ellas realizar una serie de actividades encaminadas a conseguir dinero para alguna hermandad.
- Concurso de rejas, patios y rincones durante el mes de mayo. Un mes especial para visitar Luque, ya que se engalana con multitud de flores.
- Festividad del Corpus Christi y de la Octava del Corpus, una tradición muy arraigada en nuestro pueblo. El Santísimo Sacramento procesiona por un sector del pueblo, las calles son engalanadas, y se realizan multitud de altares. Es acompañado de los niños de primera comunión y autoridades del municipio.
- Feria San Juan, en el patín del convento el fin de semana próximo al 24 de junio. En su honor se celebra una feria con gran cantidad de actuaciones, concursos, degustaciones... en las diferentes casetas del recinto ferial. Sin duda una forma única para comenzar el verano en el municipio. Así como también posee un carácter religioso al oficiarse el Triduo y posterior procesión de la imagen de San Juan por las calles del pueblo.
- Feria Real en honor al patrón del municipio, San Bartolomé, el fin de semana próximo al 24 de agosto. Como en casi todas las ferias, el origen de esta, en el siglo XVIII, fue puramente comercial y mercantil, pero con el paso del tiempo ha quedado solo con un carácter lúdico y festivo, en el que las atracciones de feria, gala de coronación de la reina de las fiestas y sus damas de honor, el desfile de carrozas y las múltiples actividades organizadas por el Ayuntamiento hacen de estos días unas jornadas especiales para el reencuentro y la convivencia entre luqueños/as y gran cantidad de personas que nos visitan durante esos días.

La imagen de San Bartolomé, se festeja con un Triduo los días 21, 22 y 23 de agosto, siendo la Función Principal el 24 de agosto, Fiesta Litúrgica de la Sagrada Imagen. Tras la misma, por la tarde procesiona por las calles de la localidad en un ambiente festivo y fervoroso.
- Festividad de la Exaltación de la Cruz, 14 de septiembre, muy esperada la función principal y posterior salida de Nuestro Padre Jesús Nazareno, cuya entrada es embellecida por los fuegos artificiales. Sin duda, se puede afirmar que en Luque, la imagen de Nuestro Padre Jesús Nazareno es una de las que mayor fervor y devoción despierta entre los habitantes del pueblo. Anteriormente, del 6 al 14 de septiembre la imagen del Nazareno preside una Novena en el altar mayor de la iglesia parroquial de Nuestra Señora de la Asunción de Luque.
- Onomástica de Nuestra Señora del Rosario, patrona de Luque. La Antigua y Devota Cofradía de Nuestra Señora del Rosario realiza una procesión de bajada desde su ermita hasta la parroquia, días previos a su novena que se realiza desde el 28 de septiembre al 6 de octubre en la parroquia. El 7 de octubre, (festividad local) es un día especial en esta localidad, la patrona recorre las calles del municipio acompañada por todo el pueblo que se une a la función solemne y posterior desfile procesional, concluyendo con un fuegos artificiales, que otorgan el broche final a esta festividad. Durante el mes de octubre, mes del Rosario la imagen permanece en la parroquia. Es el primer domingo del mes de noviembre, tras la misa de mañana, cuándo la imagen sale en procesión de regreso desde la parroquia a su ermita.
- Fiestas medievales (carácter bianual) en la Plaza de España, en el entorno del Castillo, los miradores, la Cruz de los Caídos y la iglesia parroquial, en pleno centro de la localidad.
- Feria del Olivar (con carácter bianual), ubicada en el entorno de la Plaza de España del municipio. Esta feria se celebra el fin de semana de mediados de octubre, desarrollándose multitud de actividades, desde conciertos, degustaciones, concursos gastronómicos...
- Navidad "Al son de Luque", con gran cantidad de actuaciones, pasacalles, talleres para el disfrute de todas las personas de cualquier generación. Las plazas principales del pueblo se engalanan con un alumbrado especial de Navidad. Destacar el Mercado Navideño que se celebra en la Plaza del municipio durante el puente de la Inmaculada Concepción.
- Inmaculada Concepción: el 8 de diciembre procesiona la Inmaculada Concepción por las calles de Luque por la mañana portada por niños/as de la catequesis. A la llegada se celebra una Solemne Eucaristía en su honor.
- Otras festividades de carácter religioso son la festividades de la Virgen de Consolación y Correas,  Virgen de Fátima, Santa Rita de Casia, la Virgen de la Cabeza, la Virgen de la Aurora, la Virgen del Carmen, la Virgen de Nuestra Señora de la Asunción (titular de nuestra parroquia)...

## Gastronomía
La gastronomía de Luque se encuentra fuertemente marcada por la gran variedad, así como también por la calidad. Gran parte de la economía del municipio se basa en el aceite de oliva, que aporta un sabor esencial a cada uno de sus platos. Algunos dulces típicos son los roscones de piñonate, el resol, los gajorros o los pestiños, entre otros muchos más manjares que pueden disfrutarse en sus bares y restaurantes. Durante los dos últimos fines de semana de septiembre se celebra la Ruta de la Tapa por los diferentes bares y restaurantes de la localidad, una oportunidad única y exclusiva para conocer y degustar la gastronomía de esta villa.

## Ciudades hermanadas
- Luque, Paraguay
- Doña Mencía[5]